# Янсен, Питер
Пи́тер Я́нсен (нидерл. Pieter Jansen, 25 января 1882, Роттердам — 2 апреля 1955, Амстердам) — нидерландский ботаник-агростолог, школьный учитель математики.

## Биография
Родился 25 января 1882 года в Роттердаме. Отец — Абрахам Якоб Янсен, мать — Мария Кристина Локерманс. С 1900 года работал школьным учителем, преподавал математику в Роттердаме. В августе 1906 года женился на 26-летней Анне Катрине Вик, уроженке Кралингена.
С 1912 года работал в Муниципальной школе учителей в Амстердаме, в 1936 году стал её директором.
Помимо преподавательской деятельности, Янсен занимался изучением флоры Нидерландов, собрал богатый гербарий. Основная часть работ по ботанике посвящена злаковым растениям, часть публикаций написана в соавторстве с Виллемом Хендриком Вахтером.
Авторству Янсена принадлежат разделы, посвящённые злакам, в Prodromus Florae Batavae и Flora Neerlandica. Раздел в последней книге, изданный в 1951 году, может считаться важнейшим трудом Янсена. В последние годы Янсен занимался изучением злаков Малайзии, готовил обработку для Flora Malesiana.
С 1945 года Янсен был почётным членом Нидерландского ботанического общества. В 1946 году Лейденский университет присвоил ему почётную степень доктора (honoris causa) за вклад в развитие ботаники.
Умер 2 апреля 1955 года в Амстердаме в возрасте 73 лет.

## Некоторые научные работы
- Jansen, P. Gramineae // Flora Neerlandica. — Amsterdam, 1951. — Vol. 1(2). — 272 p.

## Роды и некоторые виды растений, названные в честь П. Янсена
- Jansenella Bor, 1955